# توما ایکوتا
توما ایکوتا (انگلیسی: Toma Ikuta؛ زادهٔ ۷ اکتبر ۱۹۸۴) یک هنرپیشه، و خواننده اهل ژاپن است. وی از سال ۱۹۹۶ میلادی تاکنون مشغول فعالیت بوده‌است.